# Antichrist (альбом)
| Оценки критиков | Оценки критиков |
| Источник        | Оценка          |
| --------------- | --------------- |
| AllMusic        | [ 1 ]           |
| Cosmos Gaming   | без оценки      |

Antichrist — второй студийный альбом норвежской блэк-металической группы Gorgoroth, выведший группу в число культовых исполнителей блэк-метала. Альбом был выпущен в 1996 году, переиздан Century Black в 1999 году, и ещё раз переиздан Season of Mist в 2005 году.

## Стиль, отзывы критиков
Алекс Хендерсон, критик сайта Allmusic.com, оценил диск на три с половиной балла из пяти. По его мнению, представленные на альбоме композиции сильны и серьёзны. Интерес группы к оккультной и антихристианской тематике Хендерсон назвал «тревожно подлинным», а в целом альбом, по его словам, не столь важен, как другие работы коллектива, но всё равно интересен.

## Список композиций
1. «En Stram Lukt av Kristent Blod» (Отвратительный запах христианской крови) — 0:23
2. «Bergtrollets Hevn» (Месть горного тролля) — 3:55
3. «Gorgoroth» — 6:02
4. «Possessed (By Satan)» (Одержимы (Сатаной)) — 4:52
5. «Heavens Fall» (Падение небес) — 3:43
6. «Sorg» (Печаль) — 6:11

## Участники записи
- Hat — вокал (песни 2,3 и 6)
- Infernus (Рогер Тьегс) — гитара и бас-гитара
- Pest — вокал (песни 1,4 и 5)
- Frost (Хьетиль Харальстад) — ударные